# Give Till It's Gone
Albums de Ben Harper
As I Call You Down
(2010) Get Up !
(2013)
Give Till It's Gone est le dixième album studio de Ben Harper, sorti le 17 mai 2011. C'est son premier album solo depuis Both Sides of the Gun, sorti en 2006.
Dans cet album, Ben Harper a collaboré avec Ringo Starr pour les chansons Spilling Faith et Get There from Here. Jackson Browne a aussi participé à la chanson Pray That Our Love Sees the Dawn.

## Titres
| No  | Titre                                                   | Auteur                                                                        | Durée |
| --- | ------------------------------------------------------- | ----------------------------------------------------------------------------- | ----- |
| 1.  | Don't Give Up on Me Now                                 | Ben Harper, Jason Mozersky                                                    | 3:32  |
| 2.  | I Will not Be Broken                                    | Ben Harper, Jason Mozersky                                                    | 5:04  |
| 3.  | Rock N'Roll Is Free                                     | Ben Harper                                                                    | 4:21  |
| 4.  | Feel Love                                               | Ben Harper, Jason Mozersky                                                    | 3:46  |
| 5.  | Clearly Severely                                        | Ben Harper, Jason Mozersky, Jordan Richardson                                 | 4:52  |
| 6.  | Spilling Faith                                          | Ben Harper, Jason Mozersky, Jordan Richardson, Richard Starkey, Jesse Ingalls | 3:31  |
| 7.  | Get There from Here                                     | Ben Harper, Jason Mozersky, Jordan Richardson, Richard Starkey, Jesse Ingalls | 5:54  |
| 8.  | Pray That Our Love Sees the Dawn (feat. Jackson Browne) | Ben Harper, Jason Mozersky                                                    | 4:42  |
| 9.  | Waiting On a Sign                                       | Ben Harper, Jesse Ingalls                                                     | 5:00  |
| 10. | Dirty Little Lover                                      | Ben Harper, Jordan Richardson                                                 | 4:46  |
| 11. | Do It for You, Do It for Us                             | Ben Harper, Jason Mozersky, Jesse Ingalls                                     | 4:27  |